# Noureddine Taboubi (syndicaliste)
Pour les articles homonymes, voir Noureddine Taboubi.
Noureddine Taboubi (arabe : نور الدين الطبوبي), né le 8 février 1961 à Béja, est un syndicaliste tunisien, secrétaire général de l'Union générale tunisienne du travail (UGTT) depuis 2017.

## Biographie
Il commence sa carrière de syndicaliste au début des années 1990, en occupant le poste de secrétaire général du syndicat de base de la Société tunisienne des viandes.
En 2000, il occupe le poste de secrétaire général de l'Union régionale du travail de Tunis, puis il continue à gravir les échelons dans cette même institution régionale jusqu'en 2011, lorsqu'il devient secrétaire général adjoint chargé du règlement intérieur, cela au niveau central.
Le 26 janvier 2017, il est élu secrétaire général de l'UGTT au terme du 23e congrès du syndicat.
Il est marié et père de quatre enfants.